# Janet Arnott
Janet Arnott, született Janet Laliberte (Winnipeg, Manitoba, 1956. április 17. – 2019. június 24.) világbajnok kanadai curlingversenyző. Testvére Connie Laliberte világbajnok curlingversenyző.

## Pályafutása
1984-ben világbajnok lett a duluthi tornán a kanadai curlingválogatott tagjaként. 1992-ben világbajnoki bronz-, 1995-ban ezüstérmes lett a csapattal. 

## Sikerei, díjai
- Világbajnokság – csapat
  - aranyérmes: 1984
  - ezüstérmes: 1995
  - bronzérmes: 1992
- Scotties Tournament of Hearts – csapat
  - aranyérmes: 1984, 1992, 1995
  - ezüstérmes: 1994, 2006, 2011
  - bronzérmes: 1996, 1999, 2000, 2007